# Macluravirus
Genre
Espèces de rang inférieur
- espèce-type : Maclura mosaic virus

Macluravirus est un genre de virus appartenant à la famille des Potyviridae, qui contient 10 espèces acceptées par l'ICTV. Ce sont des virus à ARN à simple brin de polarité positive (ARNmc), rattachés au groupe IV de la classification Baltimore.
Ces virus infectent exclusivement des plantes (phytovirus). La plupart des espèces ont une gamme d'hôtes relativement étroite, La transmission se fait par l'intermédiaire de pucerons selon un mode semi-persistant.

## Structure
Les particules sont des virions non-enveloppés, flexueux, filamenteux, à symétrie hélicoïdale, de 650 à 660 nm de long et 12 à 15 nm de diamètre. Ces virus induisent la formation de corps d'inclusion (en) caractéristiques dans les cellules végétales infectées.
Le génome, monopartite (non segmenté) ou bipartite, est un ARN linéaire à simple brin de sens positif, dont la taille s'élève à 8 kbases.

## Liste d'espèces
Selon NCBI (16 janvier 2021) :
- Alpinia mosaic virus
- Alpinia oxyphylla mosaic virus
- Artichoke latent virus
- Broad-leafed dock virus A
- Cardamom mosaic virus
- Chinese yam necrotic mosaic virus
- Maclura mosaic virus
- Narcissus latent virus
- Yam chlorotic mosaic virus
- Yam chlorotic necrosis virus